# Attila FC
Attila FC – węgierski klub piłkarski z siedzibą w mieście Miszkolc, działający w latach 1926–1936.

## Historia
Klub powstał w 1926 roku, gdy w wyniku reform związkowych liga stała się profesjonalna, a do rozgrywek na najwyższym szczeblu mogły dołączyć kluby spoza Budapesztu. Klub rozpoczął rozgrywki ligowe od drugiej ligi, w której zajął pierwsze miejsce i wywalczył awans do pierwszej ligi. Premierowy sezon zakończył się jednak zajęciem ostatniej pozycji i spadkiem do drugiej ligi. W kolejnych trzech sezonach klub dwukrotnie awansował do pierwszej ligi i raz z niej spadł. Dopiero sezon 1931/1932 przyniósł 8. miejsce i utrzymanie w pierwszej lidze. W tej zespół grał bez przerwy do sezonu 1935/1936, w którym zajął ostatnie miejsce w lidze i z powodów finansowych ogłoszone zostało bankructwo klubu. Mimo podjętych natychmiast prób przetrwania klubu pod zmienioną nazwą klub w 1936 roku został definitywnie rozwiązany.

## Osiągnięcia
- Finalista Pucharu Węgier : 1928
- W lidze (7 sezonów na 109) : 1927/28, 1929/30, 1931/32-1935/36